# Rantau Tenang (Pelawan)
Rantau Tenang is een bestuurslaag in het regentschap Sarolangun van de provincie Jambi, Indonesië. Rantau Tenang telt 997 inwoners (volkstelling 2010).